# El Ronquillo
El Ronquillo este un municipiu în provincia Sevilia, Andaluzia, Spania cu o populație de 1.349 locuitori.